# Hyracotherium leporinum
L'iracoterio (Hyracotherium leporinum) è un mammifero erbivoro estinto, appartenente ai perissodattili. Visse nell'Eocene inferiore (circa 52 milioni di anni fa) e i suoi resti fossili sono stati ritrovati in Europa. È stato per lungo tempo considerato il più antico cavallo. 

## Descrizione
Questo animale era lungo in media 60 centimetri e alto circa 20 centimetri al garrese. Il peso doveva aggirarsi intorno ai 20 chilogrammi. Possedeva quattro dita munite di zoccoli nelle zampe anteriori, mentre quelle posteriori erano dotate di tre dita. Ogni dito possedeva un cuscinetto carnoso nella parte inferiore, simile a quello dei cani. Il cranio era dotato di un muso corto, mentre le orbite erano posizionate all'incirca alla metà del cranio. Era inoltre presente un corto diastema (uno spazio tra i denti anteriori e i denti della regione delle guance). Il cranio era piuttosto lungo, con 44 denti a corona bassa. Nonostante le caratteristiche primitive, i denti di Hyracotherium possedevano già gli abbozzi delle caratteristiche creste sui molari, tipiche dei cavalli odierni. 

## Scoperta e classificazione
Il primo fossile identificato come appartenente a questo genere (l'olotipo BMNH M16336, fu ritrovato nei dirupi di Studd Hill, nei pressi di Herne Bay (Kent, Inghilterra), e venne descritto dal paleontologo Richard Owen in un articolo letto presso la Geological Society di Londra il 18 dicembre 1839. Owen descrisse i resti come "un piccolo cranio parziale, della taglia di quello di una lepre". Lo studioso identificò i fossili come appartenenti all'ordine dei Pachydermata, con denti simili a quelli del genere Choeropotamus. Secondo Owen, la forma generale del cranio presentava caratteri intermedi "tra quelli di un maiale e quelli di un irace, anche se la grande taglia dell'occhio deve aver dato all'animale vivente la fisionomia simile a quella di un roditore". A causa della presunta somiglianza con gli iraci, Owen propose il nome di Hyracotherium. La sua descrizione formale venne pubblicata nel 1841. 

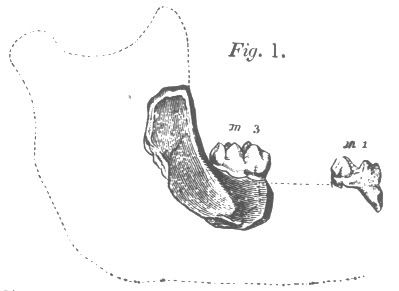
Raffigurazione di una mandibola parziale di Hyracotherium

Nel 1876, in America, Othniel Charles Marsh rinvenne uno scheletro completo, che attribuì a un nuovo genere, Eohippus (ovvero "cavallo dell'aurora"). Le similitudini tra questo animale e l'Hyracotherium di Owen non passarono inosservate, e vennero formalmente ufficializzate nel 1932 in un articolo di Clive Forster Cooper. La specie tipo, Eohippus angustidens, venne quindi riclassificata come Hyracotherium angustidens; Hyracotherium venne quindi riconosciuto a tutti gli effetti come il più antico equide. Molti altri equidi nordamericani primitivi vennero in seguito attribuiti al genere Hyracotherium. Ricerche più recenti (Froehlich, 2002) hanno indicato tuttavia che queste sinonimie non sarebbero corrette. Il genere Hyracotherium, infatti, sarebbe monotipico (con la sola specie originaria, H. leporinum) e non sarebbe nemmeno un vero e proprio equide, ma uno dei primi rappresentanti di un lignaggio affine, noto come paleoteridi (Froehlich, 2002). I primi rappresentanti degli equidi veri e propri vanno ricercati tra animali simili, come Pliolophus. Lo studio di Froehlich, inoltre, re-istituiva numerosi generi, considerati viva via più evoluti sulla linea evolutiva degli equidi, come Xenicohippus, Pliolophus, Protorohippus e, ovviamente, Eohippus. Altri generi, come Systemodon e lo stesso Hyracotherium, sono stati considerati appartenenti ad altre linee evolutive di perissodattili.

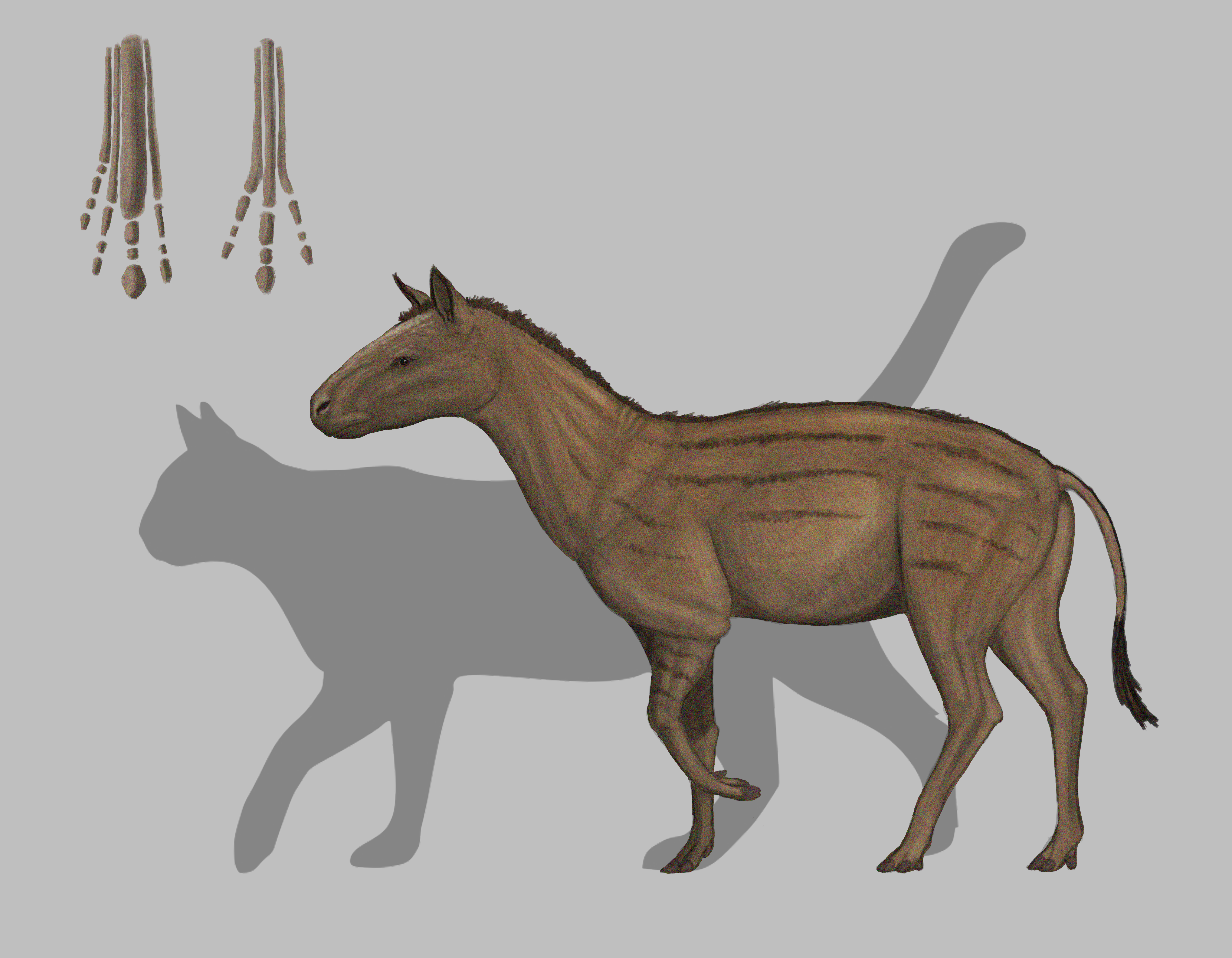
Ricostruzione di Hyracotherium a confronto con la silhouette di un gatto domestico

## Paleobiologia
Si suppone che Hyracotherium fosse un erbivoro brucatore, che si cibava principalmente di foglie soffici, frutti e noci (Solounias e Semprebon, 2002).

## Curiosità
Nei testi scolastici e nei libri divulgativi, l'Hyracotherium è generalmente descritto come un animale "della taglia di un piccolo fox terrier". Questa inusuale analogia, ripetuta più volte, è stata ritenuta così curiosa che Stephen Jay Gould scrisse un saggio su di essa (The Case of the Creeping Fox Terrier Clone [Il caso del clone inquietante di Fox Terrier]) nel quale discute il problema del plagio nei libri di testo.

## Cultura di massa
- L'iracoterio è presente nella serie animata Yakari, nell'episodio Lo scheletro nella rupe.